# 順藤棋
順藤棋（Verto），是德國人Dieter Stein在2006年推出的兩人棋類遊戲。

## 棋具
- 通常黑白棋棋盤，或九路圍棋棋盤。

- 黑白棋棋子。

## 規則
- 每方輪流一下以下動作之一：
  - 放子：將一枚己棋放入空位。除非是八方鄰位有敵棋，否則不能放在己棋旁或是角落位。
  - 跳夾：將一枚己棋跳過八方鄰位的一枚敵棋，落到同方向的次鄰空位。如果條件符合則必須連跳，若有多條路徑則任選一條。然後將跳過的敵棋翻成己棋，出發位與經過的空位放入己棋。
- 棋盤滿子，遊戲結束，子多者勝[1]。

## 外部連結
- 遊戲介紹 （页面存档备份，存于）
- 遊戲下載